# États-Unis aux Jeux olympiques d'été de 1976
Les États-Unis participent aux Jeux olympiques d'été de 1976, à Montréal au Canada. Il s'agit de leur 18e participation à des Jeux d'été.
La délégation américaine, composée de 396 athlètes (278 hommes et 118 femmes), se classe troisième du classement par nations avec 94 médailles (34 en or, 35 en argent et 25 en bronze). Leur porte-drapeau lors de la cérémonie d'ouverture est le nageur Gary Hall.